# Graffenrieda moritziana
Graffenrieda moritziana är en tvåhjärtbladig växtart som beskrevs av José Jéronimo Triana. Graffenrieda moritziana ingår i släktet Graffenrieda och familjen Melastomataceae.
Artens utbredningsområde är Venezuela. Inga underarter finns listade i Catalogue of Life.